# Ludzkość (film)
Ludzkość (fr. L'humanité) – francuski film kryminalny z 1999 roku w reżyserii Bruno Dumonta. Zdjęcia kręcono na północy Francji, w departamentach Nord (Bailleul, Lille) i Pas-de-Calais (Ambleteuse).
Tematem filmu jest śledztwo w pewnej francuskiej wiosce, prowadzone przez niezdolnego do wyrażania uczuć śledczego, który musi odnaleźć sprawcę gwałtu i morderstwa popełnionego na 11-letniej dziewczynce.

## Obsada
na podstawie źródła:
- Emmanuel Schotté – Pharaon De Winter
- Séverine Caneele – Domino
- Philippe Tullier – Joseph
- Ghislain Ghesquière – Commandant
- Ginette Allègre – Eliane

## Nagrody
Drugi film w dorobku Dumonta, pomimo zbulwersowania części krytyków i widowni, został doceniony na 52. MFF w Cannes. Odtwórcy głównych ról w filmie, Emmanuel Schotté (Pharaon) oraz Séverine Caneele (Domino), zostali uhonorowani nagrodami za aktorstwo, a sam Dumont otrzymał Grand Prix Jury.

Wydaje mi się, że jury chciało wyróżnić pewien gatunek kina, kina odmiennego, myślącego, moralnie zaangażowanego

## Opis

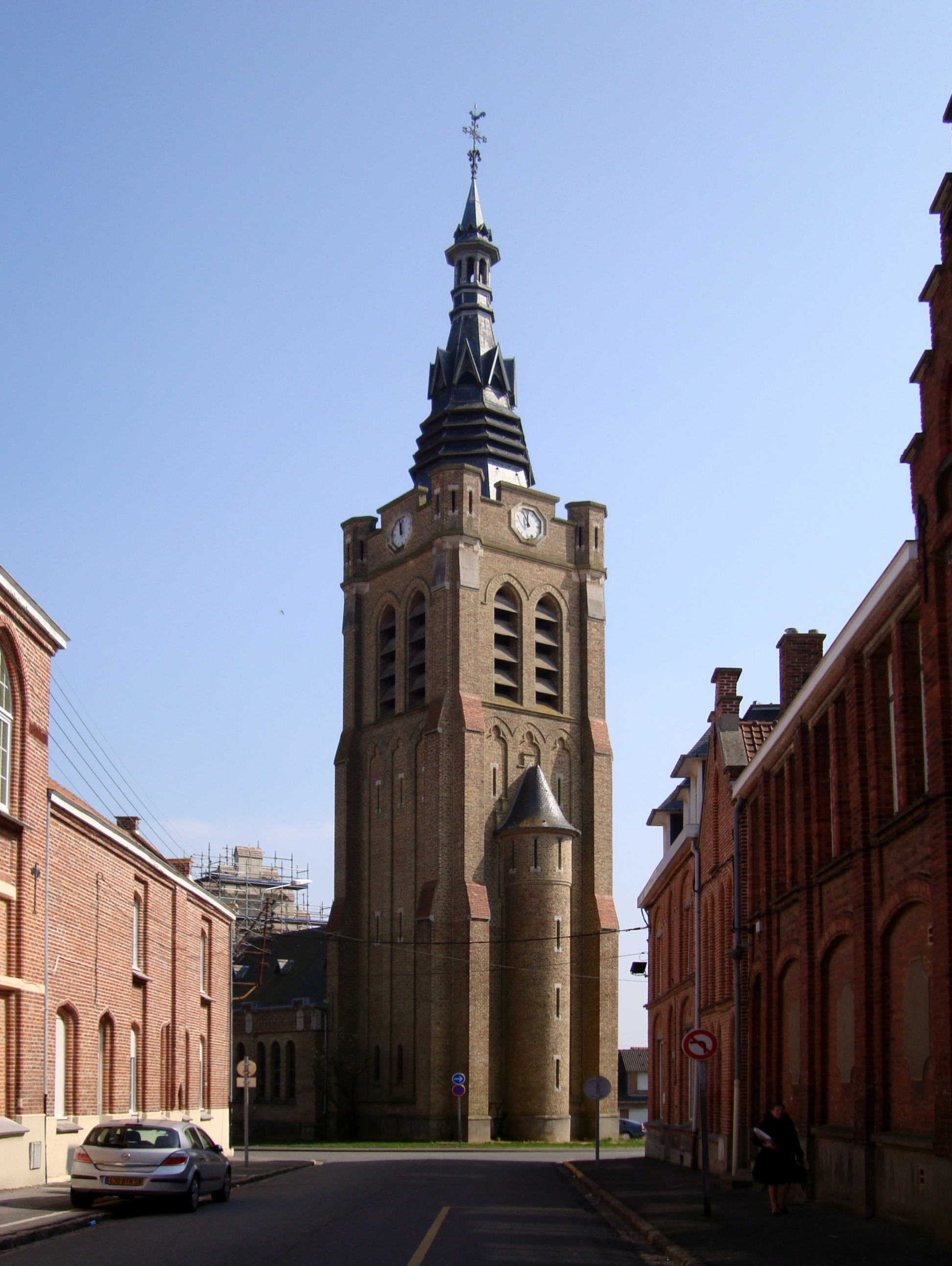
Dzwonnica kościoła Saint-Amand zbudowanego w stylu neo-flamandzkim przez architekta René Dupire w 1931 roku w Bailleul.

Dumont stworzył w Ludzkości niemalże surrealistyczną wizję świata dzięki posłużeniu się surowym naturalizmem. Ukazał małe miasteczko we francuskiej Flandrii (Bailleul) i jego mieszkańców postawionych w obliczu wstrząsającego morderstwa 11-latki.
Film zamiast na śledztwie, koncentruje się raczej na codziennym życiu trójki bohaterów. Główny bohater filmu to otoczony aurą śmierci, samotny Pharaon który bada okoliczności zabójstwa. Ukazana jest także jego sąsiadka i pracownica fabryki Domino i jej chłopak Joseph.

## Interpretacja
Treść tej sekcji może nie być zgodna z zasadami neutralnego punktu widzenia.
Dokładniejsze informacje o tym, co należy poprawić, być może znajdują się w dyskusji tej sekcji.
 Po wyeliminowaniu niedoskonałości należy usunąć szablon {{Dopracować}} z tej sekcji.
Niejednoznaczność poszczególnych scen pozwala mnożyć tropy interpretacyjne i oceniać bohaterów wedle subiektywnych odczuć, przez co każdy widz może zdecydować, jak zechce odebrać tę historię.
W dziele francuskiego reżysera upatrywano inspiracji kinem Roberta Bressona, polegającym na oddramatyzowaniu wydarzeń dziejących się na ekranie oraz realistycznej, jeśli nie naturalistycznej, grze aktorów-naturszczyków.
Przedstawiony jest tu prowincjonalny świat naznaczony złem i fatalizmem. Dumont przybliża agresję przypisaną ludzkiemu życiu i tkwiące w nim piękno. Dzięki niewielkiej społeczności można ocenić kondycję całej ludzkości, a także postawę człowieka względem religii. Umiejętnością reżysera tego filmu jest odkrywanie i prowadzenie autentycznych w swej grze aktorów amatorów, znalezionych na ulicy i namówionych do współpracy. Surrealistyczność filmu uzyskana jest bez filmowych, hollywoodzkich sztuczek. Film przyciąga i utrzymuje w stanie hiper-świadomości świata przyrody. Efekt, osiągany przez reżysera w filmie może wydawać się psychodeliczny lub wywoływać sprzeciw.
Motyw kryminalnego śledztwa zostaje w filmie potraktowany pretekstowo, a przyjemność dochodzenia do rozwiązania tajemnicy zbrodni zostaje widzowi odebrana. Dla Dumonta policyjne śledztwo w sprawie brutalnego przestępstwa jest jedynie pretekstem do głębszych poszukiwań, o czym świadczy fakt, że ustawia morderstwo w piątek, pozostawiając weekend na zajęcie się innymi sprawami. Dopiero po zakończeniu weekendu odmieniony Pharaon zabiera się do pracy, próbując rozwiązać sprawę.
Niezmienność i monotonia egzystencji trójki głównych bohaterów przedstawiana jest nie tylko za pomocą dyskotek czy spacerów po ulicach, ale też scenami seksu, który stanowi ich jedyną rozrywkę. Sceny seksu należą do najbardziej jednoznacznych kadrów nakręconych do filmu niepornograficznego. Te szorstkie, bezpretensjonalne relacje pozbawione delikatności mają brutalną pilność, która ukazuje cielesną namiętność jako akt przemocy, krok od gwałtu.

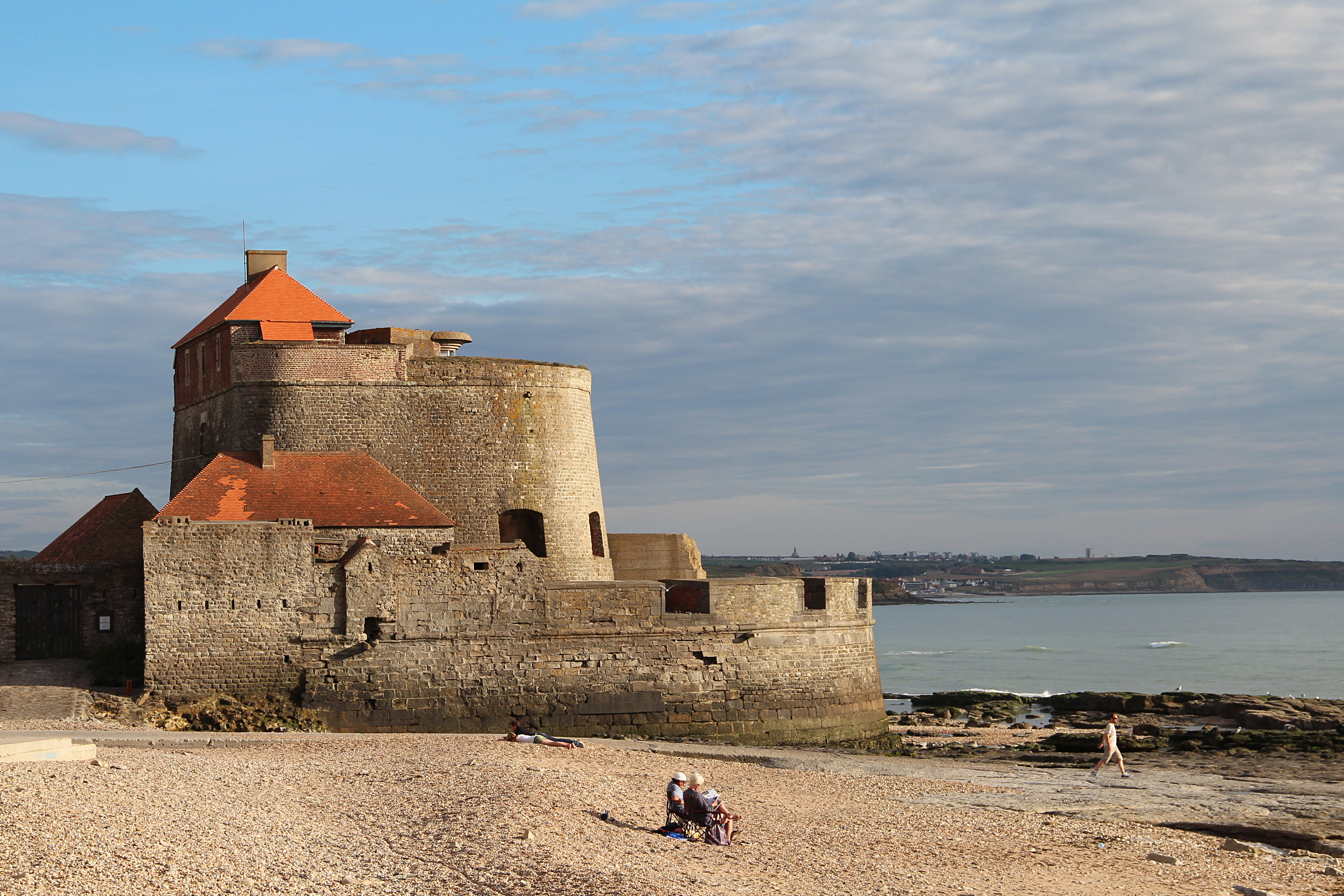
Fort Mahon w Ambleteuse.

W tle pobrzmiewają echa wielkich czasów i ludzi: sportretowane zostaje lokalne muzeum, a wzniecony na moment strajk pracowników fabryki, kończy się równie szybko, jak się rozpoczął. Zapał znika także pośród wolno sączących się spraw dnia codziennego: senna narracja i statyka ujęć jest tu przeciwstawna przerażającej treści filmu – przedstawia ludzi jako pustych, rozczarowujących a nawet kalekich emocjonalnie.
Film drażni nas możliwością, że wybuchowo żywy Joseph, lekkomyślny za kierownicą, może być również mordercą.
Zdaniem Stephena Holdena, celem sceny końcowej jest wciągnięcie każdej postaci – właściwie całej ludzkości – w tragedię. W złożonym na końcu przez Pharaona pocałunku można odczytać akt współczucia, a być może radości. Można przypuszczać, że jego nadwrażliwość na zło zmusza policjanta do oswojenia i oddemonizowania w ten sposób zła.
Nad wydarzeniami czuwa Bóg, wcielony w rzeźbę ukrzyżowanego Chrystusa, która na krótką chwilę pojawia się w kadrze. Przechodząca obok otwartego kościoła Domino wyciąga słuchawki z uszu zdając się słyszeć głos Boga. Bóg jednak milczy, więc pozostaje jej już tylko pójść dalej.
Imię głównego bohatera może być symboliczne – może on stanowić rodzaj łącznika między ludźmi a Bogiem. Imię jego sąsiadki może sugerować siłę sprawczą i dominującą wobec pozostałych męskich bohaterów postawę. Imię jej chłopaka budzi skojarzenia z biblijnym Józefem, który wprowadzał syna w męskie, dorosłe życie.
W tym filmie najbardziej niesamowite jest to, co najbardziej podstawowe i ludzkie: współczucie i być może przebaczenie. Cud w tym agnostycznym filmie to nie ukazanie lewitacji ciała ukojonego w smutku bądź medytacji, ale to, że w obliczu przerażenia bohater znajduje w sobie możliwość pocieszenia sprawcy, a może nawet próbę wyssania zła z jego ciała pocałunkiem tak zapalonym, jak bezpłciowym. Morderstwo jest tu rozpatrywane na spektrum zwykłych ludzkich zachowań. Dumont przypomina, że istnieją popędy, nad którymi nie można mieć kontroli, ale też to, co z nimi się zrobi – jest inną sprawą.
Reżyser zachęca do poszukiwania transcendencji bez utraty przy tym swojego miejsca w rzeczywistości. Moment lewitacji nie jest tu bardziej niezwykły jak rzucenie się na uprawianą ziemię – to tylko fizyczne następstwa sprzecznych sił rozrywających bohatera.

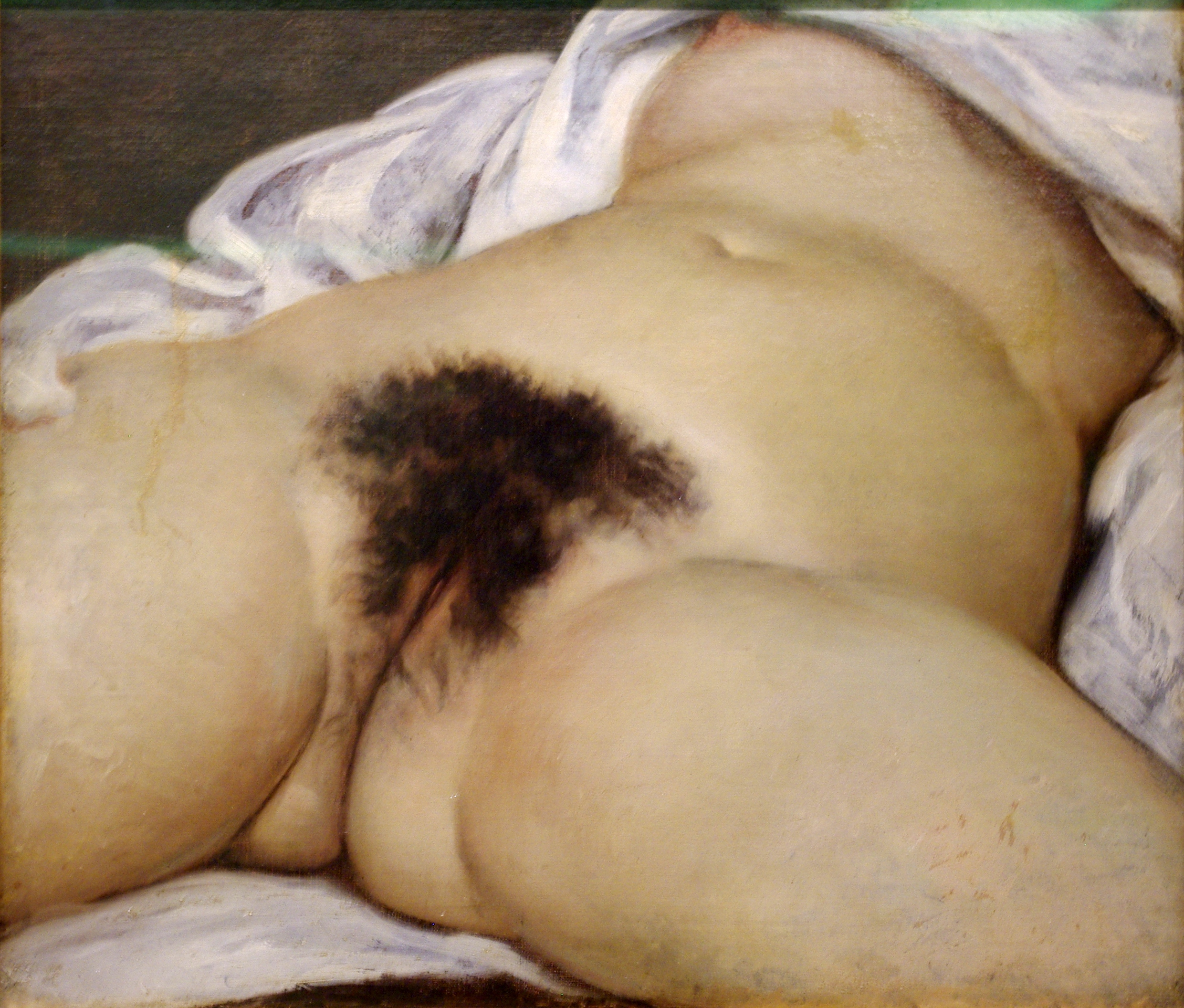
L'Origine du Monde, Gustave Courbet (1866)

Zdaniem Jakuba Majmurka tematem dzieła jest (meta)refleksja nad problemem reprezentacji (fabuły, postaci, gatunkowych konwencji) w kinie. Obrazy-afekty z filmu odsyłają do obrazu „L’origine du monde” Courbeta. Główny bohater filmu jest wnukiem lokalnego malarza: w jednej ze scen widzimy, jak zanosi posiadany przez niego obraz do lokalnego muzeum. Dzięki temu uwidoczniono tu porządek reprezentacji powiązany z figurą muzeum: instytucji, która z obrazów produkuje, akumuluje i przechowuje wiedzę. Z drugiej jednak strony – mamy też serię wychodzących poza porządek reprezentacji obrazów-afektów, burzących nastawioną na produkcję wiedzy („rozwiązanie zagadki”) konwencję kryminału.